# 郭化若
郭化若（1904年—1995年11月26日），原名郭可彬，曾用名郭俊英、郭化玉、郭化羽等，男，福建省福州府（今福建省福州市）人，中国人民解放军中将。

## 生平

### 早期经历
郭化若1904年生于一个没落知识分子家庭，从小父母教其念书，一度在家埋头攻读中国古典文化达到7年之久。1918年，14岁的郭化若在福州崇实小学读书。1920年，郭化若小学毕业并且考入福建省立第一中学。不过因为该校学费昂贵，只好放弃，改读免费的农林学校。但是两年后，由于家境贫困只得放弃学业去广东打工，在潮汕公路局测量队当测量生。1923年，郭化若到广州，以替人代写书信、抄稿、写碑文等杂业为生。
1923年，郭化若加入桂系军队，做桂军警备司令部当书记员，1924年加入中国国民党，1925年，21岁的他在3000名考生中获得第一名成绩脱颖而出，考入黄埔军校四期学习，并在缪纭人、廖翰平的介绍下加入中国共产党，在校期间参加了对陈炯明的东征。郭化若毕业后留校任炮兵教官，1927年随教导团准备前往南昌参加南昌起义时，在九江被扣留，此后他脱离部队，单身追赶起义部队。
南昌起义部队失败后，郭被派往莫斯科留学学习炮兵战术，1929年回国后被派往中央苏区，任红四军前敌委员会成员。次年出任红一方面军参谋处处长，1931年间曾代理参谋长。1932年遭受诬陷被开除党籍，其后在红军大学担任教员。参加长征后，郭于1935年担任中国工农红军学校训练处处长，1936年任红军教导师参谋长。

### 抗日战争与第二次国共内战时期
抗日战争时期，郭化若于1938年7月恢复党籍，历任抗大步兵学校教育长、中共中央军委编译处处长、中共中央军委总参谋部第一局局长、中国人民抗日军政大学第三分校校长兼军委四局局长、延安中央党校军事教育处处长等职。1937年，郭化若开始整理研究中国古代孙子的研究著作，比较学习历史上评注《孙子兵法》的十家，曹操、李荃、杜牧、陈皞、贾林、孟氏、梅尧臣、王哲、何廷锡、张预等的观点，并加入当时文化名人徐特立等人的观点，1939年写出了煌煌4万字的《孙子兵法初探》的提纲，而后在1957年7月出版了《新编今译孙子兵法》，1984年9月出版了《孙子译注》。在此期间，从事军事理论和军事教育法的研究，撰写了《军事辩证法》、《八路军军事理论》等论文。
1944年，郭参与创办八路军炮兵学校，任校长。1946年6月，被派到华东任鲁南军区副司令员。1948年7月任华东野战军第六纵队副司令员，9月升任第四纵队政治委员，淮海战役后改编为中国人民解放军第三野战军第九兵团政治委员。1949年5月，率部参加攻占上海的战斗，任上海市军事管制委员会委员，9月任淞沪警备司令部司令员，此后长期担任上海地区的军事指挥员。

### 中华人民共和国成立后
1955年，郭化若被授予中将军衔，升任南京军区第一副司令员、党委常委（南京军区司令员为许世友）。郭化若在南京军区分管军训工作。1964年12月，中国人民解放军总政治部《工作通讯》上刊登了南京军区第一副司令员郭化若的一篇在浙江某地宣讲《二十三条》蹲点搞“四清”给毛泽东的报告。毛泽东对郭化若的报告有一段批示，其中有：“像郭化若同志这样的身体能在农村蹲点，并且有所收获，其他的人更能下去了……。郭化若和我格格不入，几十年都如此。”1965年春，南京军区对郭化若举行批判大会公开批判，大尉以上军官全体参加。郭化若被批判为“反党、反人民、反社会主义”。因毛泽东表示批判郭化若采取“背靠背”的方式，所以不要郭化若出席批判大会。此后，郭化若被软禁在家，定性为“敌我矛盾做人民内部矛盾处理”。
文化大革命爆发后，1968年，在许世友支持下，南京军区召开大规模批斗“倒许乱军夺权”分子、推行“多中心”学习班。其中在南京军区后勤部学习班批斗郭化若。林彪倒台、邓小平复出并主持中央军委工作后，1973年郭化若获彻底平反，平反后复出，调到北京任中国人民解放军军事科学院副院长，从1973年12月任至1982年。1985年离休。1995年11月，91岁的郭化若病重在北京入院，他还时时在病床上翻阅书卷，最后，他默念着母亲教他的《木兰辞》，安静地逝世。
毛泽东评价郭化若：“古有孙子，今有郭子。”周恩来评价郭化若：“他是我们共产党毛泽东同志的军事高参……他在我国军事理论界的地位和郭沫若先生在革命文学的地位相当。”

## 著作
郭化若有“儒将”之称，一生著述丰富，他的《郭化若诗词选》共收录古诗词300余首，从1924年到1991年67年之间的作品。曾自谓“六十年来多少事，但留点墨在人间。”郭化若的诗词严守格律，简切通达，很少有艰僻晦涩之病。
郭化若的诗词作品大部分是军旅诗词，以描述战争实录为主，气势恢宏、磅礴大气，洋溢着乐观主义精神。如：写国共合作的“孙公决策步苏联，联共歌声动九天”、写四渡赤水的“小桥初架渡天兵，避实击虚妙计生”、写解放南京的“弹飞如急雨，难阻雄师路。天险说长江，功成夜未央”。
郭化若诗词中还有部分感事抒怀的。如：吟哦自己1927年在东湖的“选烈马，驰骋南郊，少年意气，春风马蹄。南昌举义，遂别武汉。今日重来，屈指三十又二年矣”；如《冬游西湖即事》抒发抱负“游罢濯缨兼濯足，还思饮马度关山”；吟咏自己在文革中的遭遇“五十年来是与非，鹑衣赴战铁衣归。雕梁燕子今何处，风雨同林各自飞”；抒发晚年壮志未酬的“未灭匈奴不为家，灭得匈奴鬓早华。自笑年逾古稀后，梦中仍旧笔无花”；表述烈士壮志的“卅载长征志似磐，驰骋关山，气壮河山。大江东去几波澜。无数危难，无数征帆”。
郭化若的怀人之作，酬和之作则情感真挚，情深意切。郭化若的《寻妹》，描述了7岁被卖掉的妹妹到1977年相遇：“五十九年分别后，哪堪回首问从前。哀啼难免鞭笞苦，泣血谁为弱女怜。幸喜江山新改建，犹疑手足吝回笺。相逢欲诉别离事，疑梦疑真不尽言”。
郭化若的主要著作有：
- 《新教育教学法》
- 《孙子译注》
- 《郭化若军事论文选集》
- 《郭化若诗词墨迹选》

## 家庭
- 曾祖父：郭继昌[3]（郭阶三之孙，郭柏心之子[5]）
- 祖父：郭曾雄[3]
- 父亲：郭则揆[3]
- 叔叔：郭则拯[3]
- 女友：危拱之（1905年-1973年），河南信阳人，1932年冬因拒绝监视被疑为托派分子的男友郭化若而被永远开除中国共产党党籍，被迫与郭化若分手。[6]
- 前妻：夏邦华（1921年生），湖北武汉人。1939年结婚，婚后生有一男一女。[3]文革初期，郭化若被打倒，夏邦华率子女与郭化若“划清界限”，婚姻结束。[7]
  - 儿子：郭延狄[3]（1941年生[8]）。金陵中学1955届初三（庚）班学生。[9]1980年代曾在中国科学院农业现代化研究委员会[10]（1980年9月成立[11]）、中国科学院农业研究委员会[12]工作[13][14]。1994年10月，农业部农村经济研究中心当代农业史研究室委托国务院法制局研究员郭延狄主持中华人民共和国史研究第一批课题“农业学大寨运动的回顾”，于1995年完成初稿，1997年10月结题。[15]后来郭延狄任国务院法制办公室厅级研究员。[16]
    - 儿媳：贝璐瑛（1945年生）。父亲龙潜，母亲贝海燕。贝璐瑛1965年考入北京第二外国语学院英语系。1972年大学毕业，被分配到中国科学院，进入中国科学院外事局工作，后曾为方毅、朱镕基、李鹏等领导接见外宾担任翻译。1971年结识胡耀邦，文革期间经胡耀邦介绍，贝璐瑛与郭延狄结婚。[17]

  - 女儿：[3][18]
- 妻子：史翔云，总参三一六医院眼科主任，1981年底结婚。[7]